# Hygrophorus latitabundus
Hygrophorus latitabundus Britzelm., 1899 è un fungo basidiomicete del genere Hygrophorus, a sua volta appartenente alla famiglia delle Hygrophoraceae.

## Descrizione
Il cappello misura dai 5 ai 10 cm di diametro ed è convesso e regolare, di colore marrone, più scuro verso il centro, con margine ricurvo negli esemplari più giovani e appianato in quelli più maturi; la cuticola è viscida (soprattutto negli ambienti umidi) e presenta riflessi vagamente violacei. Le lamelle sono adnate o lievemente decorrenti, molto fitte, di colore bianco luminoso negli esemplari giovani, color crema in quelli più vecchi. Il gambo, alto 5-10 cm e con uno spessore di 2-4 cm, è molto robusto, lievemente ingrossato verso la base ed è lievemente olivastro, tranne che per la porzione più vicina al cappello, dove è di colore biancastro. La carne è soda negli esemplari giovani e più friabile e meno compatta in quelli vecchi; l'odore è tenue ricorda quello delle mandorle, mentre il sapore è gradevole e lievemente più deciso.
Le spore di H. latitabundus sono lisce, traslucide, non amiloidee (ossia reagiscono negativamente alla soluzione di Melzer), di forma ellissoidale o più allungata e misurano 8-11,5 per 5-6 micrometri. La sporata del fungo è bianca.

## Distribuzione e habitat
Cresce soprattutto in Europa, in collina e in montagna, nei boschi di conifere (dove forma associazioni di tipo ectomicorrizico), in particolare di pino nero; fruttifica da agosto-settembre fino a tutto novembre.

## Commestibilità
H. latitabundus è considerato buon commestibile; viene a volte usato in cucina, soprattutto in Catalogna, dove viene anche venduto nei mercati con il nome volgare di llenega negra.